# Дібрівка (заказник)
Дібрівка — ландшафтний заказник місцевого значення в Україні.  Площа 64,5 га. Оголошено територією ПЗФ 27.07.2007. Знаходиться в південній частині району і являє собою балку зі ставом та лісовими
насадженнями.

## Опис
У заказнику зростають рідкісні рослини, занесені до Червоної книги України (брандушка різнобарвна); Трапляються види тварин, занесені до Червоної книги України та Європейського червоного спииску (махаон, синявець Аргирогномон) та регіонально рідкісні стрічарка вербова, чапля сіра, крячок чорний, сорокопуд чорнолобий.
Бернською конвенцією про охорону дикої флори та фауни і природних середовищ існування в Європі охороняються ящірка прудка, трав'янка лучна, плиски жовта, жовотоголова та біла, очеретянка чагарникова, зяблик).